# Зенино (Белгородская область)
Зенино — село в Вейделевском районе Белгородской области России, административный центр Зенинского сельского поселения.

## История
Слободка Зенино основана в конце XVII – начале XVIII века. Было одним из имений вице-губернатора Воронежской губернии И.Е.Шевича.
Школа в селе появилась в 1900 году.

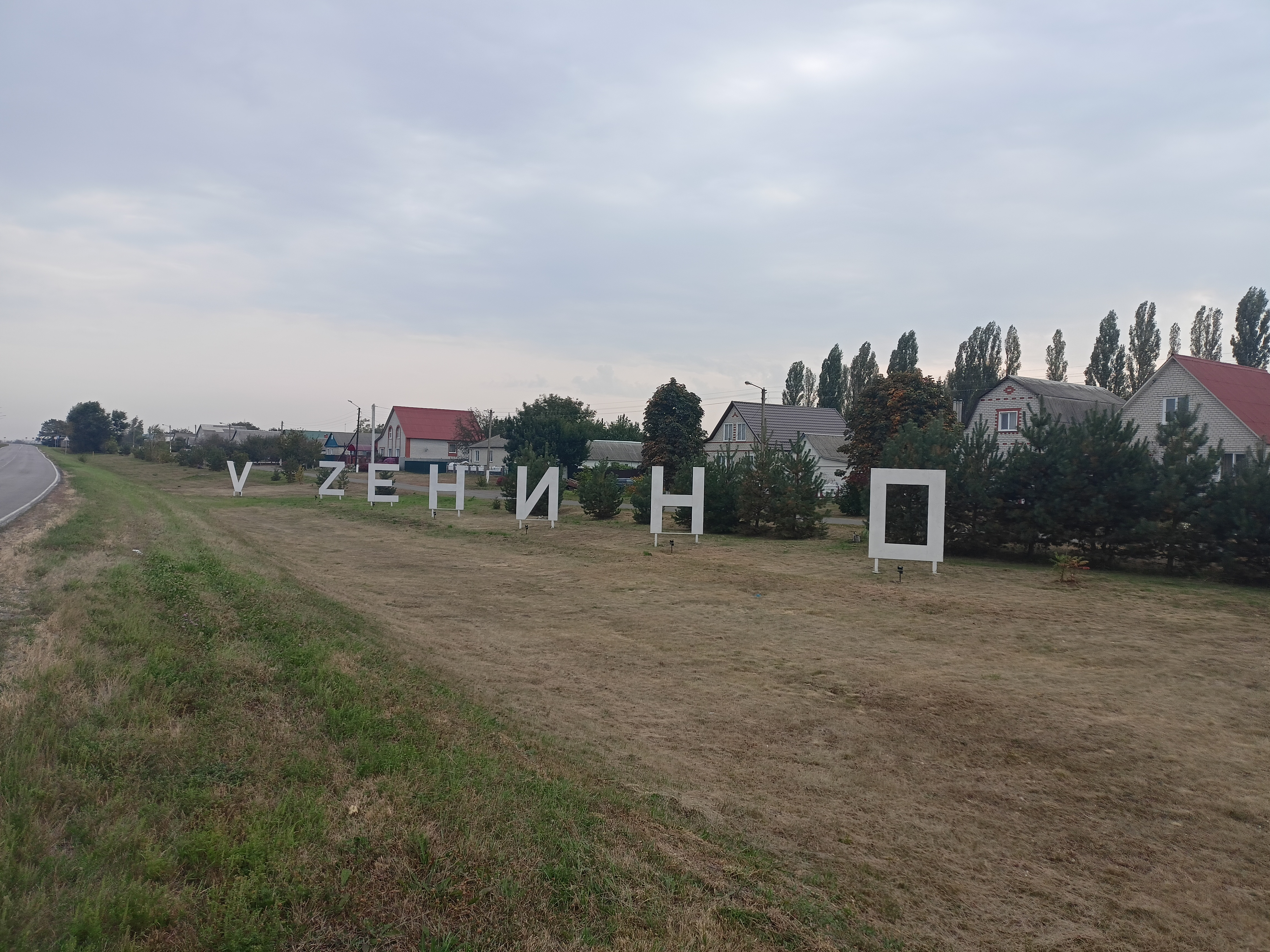

Организаторами установления Советской власти в селе были Афанас Черняев и Василий Захарович Кандабаров, однако окончательно село перешло под контроль большевиков в 1920 году.
В 1927 году в Зенино было организовано кооперативное общество (коммуна) имени III Интернационала.
В июне 1942 года село было оккупировано германскими войсками. 18 января 1943 года освобождено советскими войсками.
1952 году на территории колхоза начали посадку защитных лесополос. В 1958 году за счет колхоза начали строить медпункт, магазин и первые щитовые дома для колхозников. В 1978 году заасфальтировали центральную улицу села, а в 1989 началась газификация домов.
В 90-е годы XX века несмотря на финансовые трудности, были достигнуты значительные успехи: завершилась газификация сел и хуторов, входящих в Зенинскую сельскую администрацию, шло интенсивное индивидуальное жилищное строительство. Большинство колхозных домов перешло в собственность жителей.

## Население
| 1859 | 2002 | 2010 |
| ---- | ---- | ---- |
| 496  | ↗615 | ↘582 |

## Инфраструктура
- детский сад
- почта
- средняя школа